# Howard Gewirtz
Howard Gewirtz is een Amerikaans producer en scenarioschrijver. Hij werkt voornamelijk kort, meestal één aflevering, aan bekende televisieseries, zoals The Simpsons en Just Shoot Me!.

## Filmografie

### Als scenarioschrijver
- Everybody Hates Chris (1 aflevering, 2005)
- Oliver Beene (onbekend aantal afleveringen, 2003)
- Just Shoot Me! (1 aflevering, 1999)
- Jenny (onbekend aantal afleveringen, 1997)
- Wings (10 afleveringen, 1993-1996)
- The Larry Sanders Show (1 aflevering, 1992)
- The Simpsons (1 aflevering, 1991)
- The Fanelli Boys (onbekend aantal afleveringen, 1990)
- The Ellen Burstyn Show (onbekend aantal afleveringen, 1986)
- All Is Forgiven (onbekend aantal afleveringen, 1986)
- Mr. Success (onbekend aantal afleveringen, 1984)
- Domestic Life (4 afleveringen, 1984)
- Taxi (8 afleveringen, 1979-1982)
- Bosom Buddies (4 afleveringen, 1981)
- Three's Company (1 aflevering, 1980)

### Als producer
- Everybody Hates Chris (4 afleveringen, 2005)
- Oliver Beene (onbekend aantal afleveringen, 2003)
- Just Shoot Me! (19 afleveringen, 1999-2001)
- Jenny (onbekend aantal afleveringen, 1997)
- Wings (onbekend aantal afleveringen, 1990)
- Mr. Success (onbekend aantal afleveringen, 1984)
- Taxi (1978) (onbekend aantal afleveringen, 1981-1982)